# Polycentropus aureolus
Polycentropus aureolus là một loài Trichoptera trong họ Polycentropodidae. Chúng phân bố ở miền Tân bắc.